# Super Bomberman 5
Super Bomberman 5 es un videojuego que fue lanzado por Hudson Soft a principios de 1997, y el último videojuego de la saga Bomberman para la Super Famicom. El juego fue vendido solo en Japón (al igual que la anterior entrega) y lanzado en dos versiones: un cartucho estándar y un cartucho de dorado, que fue vendido exclusivamente a través de Corocoro Comic. El cartucho dorado contiene mapas adicionales incluidos en el modo batalla. En dicho modo, el juego es idéntico a Super Bomberman 3 al ganar, perder o cuando todos pierden. Sin embargo, hay más personajes y el juego da la posibilidad de revivir cuando el jugador mata a otro en su nave.

## Jugabilidad
Al igual que en los anteriores juegos, el juego trata de encerrar a tus enemigos con bombas, desintegrando bloques para abrir paso. Cuando eres aniquilado por un enemigo en el modo batalla, serás enviado a la parte exterior del escenario en una nave, pudiendo moverte por todo el perímetro y lanzar bombas desde allí; si de esa posición logras matar a alguno de los jugadores, tendrás la posibilidad volver a entrar en la arena. Sin embargo, esta y muchas otras características son configurables en el juego. Ofrece también la posibilidad de formar hasta dos equipos en el modo batalla.
Este juego fue un tipo de fusión de todos los juegos de Bomberman para la consola SNES (menos Bomberman B-Daman).

## Zonas
Cada zona recopila los diversos niveles y enemigos de cada uno de los videojuegos de la saga de Super Bomberman (es decir, desde Super Bomberman hasta Super Bomberman 4), la única zona no copiada fue la zona 5, que de hecho, es exclusiva y hay nuevos enemigos, trampas, etc.
1. Zona 1: Super Bomberman (Área 1 a 3).
2. Zona 2: Super Bomberman 2 (Área 1 a 4).
3. Zona 3: Super Bomberman 3 (Todas las áreas, 1 a 6).
4. Zona 4: Super Bomberman 4 (Área 1 a 4).
5. Zona 5: (Dividida en dos partes de mapas) Nueva Zona.

Cada zona tiene un par de enemigos secretos (un samurái y una vaquera) a los cuales se podrá llegar a ellos según los escenarios por los que el jugador haya decidido continuar.
La zona 5 se encuentra dividida, una parte lleva a un final del juego (Final malo) donde el jugador no logró los objetivos esperados; mientras el final verdadero es un poco más difícil ya que el jefe debe ser derrotado dos veces.

## Mascotas
Las mascotas son características que se encuentran en los juegos anteriores de Super Bomberman, estos se encuentran en sus respectivos huevos al desintegrar los bloques en el transcurso del juego, al llegar el jugador a uno de estos huevos, automáticamente toma el control de la mascota contenida en él. En Super Bomberman 5 éstas tienen una apariencia de "conejos", cada uno de los cuales tiene una capacidad diferente dependiendo de su color.
1. Rojo: Es un boxeador, usa sus golpes para aturdir al enemigo durante un corto intervalo de tiempo.
2. Azul: Tiene la capacidad de patear la bomba que se encuentra delante de él, esta maniobra resulta eficiente para liberarse al ser encerrado (es una habilidad muy similar que posee el jefe B de la zona 2)
3. Amarillo: Es capaz de patear los bloques que se desintegran y sacarlos de su lugar.
4. Rosado: Está provisto de un resorte que le permite saltar una casilla, ya sea a través de bombas, bloques e incluso en su mismo lugar.
5. Verde: Es una mascota gorda, tiene la capacidad de rodar a gran velocidad según la dirección a la que se desee.
6. Morado: Puede colocar en fila todas las bombas que posee el jugador. Puede ser útil para encerrar enemigos.

Cada jugador solo puede usar una mascota (a diferencia de Super Bomberman 4, en el que se podía llevar varias en forma de huevos). Si el jugador que controla una mascota es dañado, pierde la mascota pero puede seguir en la batalla sin esta.
- Datos: Q3279162